# Ozero Tukayevo
Ozero Tukayevo är en saltsjö i Kazakstan. Den ligger i den norra delen av landet, 500 km nordväst om huvudstaden Astana. Arean är 1,6 kvadratkilometer.